# Шлезингер, Герман Ирвинг
Герман Ирвинг Шлезингер (англ. Hermann Irving Schlesinger; 11 октября 1882, Милуоки, Висконсин — 3 октября 1960, Чикаго) — американский учёный, химик, специалист в области неорганической химии, педагог, профессор, доктор наук. Член Национальной академии наук США (1948). Член Баварской академии наук.

## Биография
Изучал химию в Чикагском университете с 1900 по 1905 год, где получил докторскую степень. Следующие два года работал с Вальтером Нернстом в Берлинском университете; с Йоханнесом Тиле в Страсбургском университете и с Джоном Джейкобом Абелем из Университета Джонса Хопкинса.
С 1907 по 1960 год преподавал на кафедре химии в Чикагском университете, поднявшись от простого научного сотрудника до профессора(1922). С 1922 по 1946 год руководил кафедрой и вышел на пенсию в 1949 году.

## Научная деятельность
Научная деятельность Шлезингера в области химии бора включала сооткрытие в 1940 году борогидрида натрия вместе Ге́рбертом Чарлзом Бра́уном, которые открыли его во время исследования борогидриды металлов для военного применения.; систематические исследования и разработки по восстановлению широкого спектра органических соединений с помощью боргидрида натрия и других связанных с этим боргидридов и алюмогидридов.
Разработал простой, высокоэффективный синтез этих классов соединений, сделав их доступными в качестве уникальных ценных восстановителей, особенно для различных функциональных групп в органических соединениях. Без доступности боргидрида лития и алюминогидрида лития современное состояние медицинской химии и молекулярной биологии, несомненно, сильно замедлилось бы.

## Награды
- Медаль Пристли (1959)
- Премия Уилларда Гиббса (1959)
- Мемориальная премия Альфреда Штока Немецкого химического общества.